# Down Among the Sheltering Palms
Down Among the Sheltering Palms is een Amerikaanse musicalfilm in Technicolor uit 1953 onder regie van Edmund Goulding. De film is gebaseerd op het korte verhaal Paradise with Serpent van Edward Hope.

## Verhaal
Vlak voor het einde van de Tweede Wereldoorlog moet Bill Willoby op dienstplicht in de Gilberteilanden. Bill en zijn luitenant Frank G. Schmidt worden warm ontvangen door de lokale bevolking, onder wie koning Jilouili en diens tolk Woolawei. Tot grote teleurstelling van de vele jonge soldaten krijgen ze te horen dat het ten strengste verboden is om zich te associëren met de lokale bevolking. Bill probeert hen bezig te houden met sport, maar de soldaten hebben er weinig zin in.
Op een dag wordt het eiland opgeschrikt door de komst van een geestelijke en diens nichtje Diana Forrester. Bill voelt zich onmiddellijk tot haar aangetrokken, maar durft geen avances te maken uit angst de loyaliteit van zijn soldaten te verliezen. Kort daarna wordt Bill gepromoot tot militair gouverneur van het eiland en krijgt als blijk van dank van de koning een lokaal meisje toegewezen als zijn vrouw, Rozouila. Bill heeft maar weinig interesse in het meisje en stuurt haar naar de andere kant van het eiland; maar zij laat zich niet zomaar uit het veld slaan en maakt vele avances. Dit brengt zijn kansen bij Diana in gevaar, met wie hij een steeds intiemere band opbouwt. 
Niet veel later arriveert verslaggeefster Angela Talbot op het eiland, die vastbesloten is om een sensationeel verhaal te schrijven. De jonge soldaten zijn onder de indruk van de knappe jongedame, maar zij zet haar zinnen op Bill. Hij is reeds smoorverliefd op Diana en heeft daarom geen enkele interesse in de femme fatale. Wanneer hij haar afwijst, is ze woedend: ze keert terug naar haar bungalow alwaar ze Rozouila aantreft, die haar verzekert Bills vrouw te zijn. Angela neemt haar woorden aan en publiceert dit als verhaal in de krant. Hierop verliest Bill onmiddellijk het respect van de mannen en Diana. Bovendien is zijn positie in gevaar. Een onderzoek wordt ingezet, maar uiteindelijk weet hij zijn naam te zuiveren.

## Rolverdeling
| Acteur           | Personage             |
| ---------------- | --------------------- |
| William Lundigan | Kapitein Bill Willoby |
| Jane Greer       | Diana Forrester       |
| Mitzi Gaynor     | Rozouila              |
| David Wayne      | Lt. Frank G. Schmidt  |
| Gloria DeHaven   | Angela Talbot         |
| Gene Lockhart    | Rev. Edgett           |
| Lyle Talbot      | Maj. Curwin           |
| Jack Paar        | Lt. Sloan             |

## Productie
De rechten van het verhaal Paradise with Serpent van Edward Hope werd in april 1950 door de filmstudio aangekocht met als doel Dan Dailey te plaatsen in de hoofdrol. In november dat jaar werden June Haver en Gloria DeHaven toegewezen aan de vrouwelijke hoofdrollen. Haver sloeg de rol echter af en werd als gevolg geschorst; Dailey besloot een vakantie van drie maanden te nemen en liet de rol aan zich voorbij gaan.
Aanvankelijk zou de film op locatie in de Stille Oceaan worden opgenomen; maar uiteindelijk werden sets nagebouwd zodat in de studio kon worden gedraaid. De draaiperiode was van februari tot en met maart 1951; enkele scènes werden opnieuw geschoten in april en oktober dat jaar.
In een later interview vertelde Greer zeer negatief terug te kijken op de film en de productieperiode: ze vertelde dat de regisseur Edmund Goulding geen ervaring had met het maken van musicalfilms en regelmatig ruzie had met studiobaas Darryl F. Zanuck.

## Ontvangst
Hoewel de draaiperiode al in 1951 was voltooid, volgde een grote release pas in 1953. De film flopte en kreeg matige reacties van de Amerikaanse pers. Zodoende werd hij in Nederland niet uitgebracht.